# Parc de conservation de Hale
Le parc de conservation de Hale (Hale Conservation Park), précédemment « Parc national de Hale (Hale National Park) et « Réserve naturelle de Hale » (Hale Wild-Life Reserve) est une aire protégée australienne située dans la localité de Williamstown dans l'État de l'Australie-Méridionale, à environ 60 kilomètres au nord-est de la capitale, Adélaïde, et à environ 2 kilomètres au sud-est du centre-ville de  Williamstown,.

## Description
En 1980, le parc de conservation était ainsi décrit :

« Le parc de conservation de Hale est situé dans les collines accidentées du centre-nord de la chaîne du Mont-Lofty. La formation végétale dominante est une forêt ouverte basse d'Eucalyptus obliqua, Eucalyptus goniocalyx et Eucalyptus fasciculosa, au-dessus d'un sous-bois mi-dense de bruyères. Les mammifères communs dans le parc sont Macropus fuliginosus (kangourou gris) et Tachyglossus aculeatus (échidné à nez court), tandis que plus de 60 espèces d'oiseaux ont été recensées. Un sentier pédestre traverse le parc dans sa longueur... Zoothera dauma (grive dama) qui est une espèce d'oiseaux menacée du fait de la destruction de son habitat ... se rencontre dans le parc. Comme le Warren Conservation Park vers le sud, le parc présente des profils géologiques uniques montrant une discordance récemment découverte entre la séquence adélaïdienne et un sous-sol cristallin rajeuni. »

Le parc de conservation est classé « aire protégée de catégorie III » par l'Union internationale pour la conservation de la nature (UICN). En 1980, il était recensé dans l'ancien registre du Domaine national.
Le parc de conservation comprend les terres des sections 119, 124, 125, 135, 138 et 315 du cadastre du hundred de Barossa.

## Historique
Les terrains appartenant aux sections 119, 124, 125, 135 et 138 ont d'abord été protégées sous le statut de réserve nationale, proclamé le 9 janvier 1964 par le Crown Lands Act 1929. Le 4 février 1965, toutes les terres précédemment classées comme réserve naturelle en 1964 et la section 315 ont été proclamées « Réserve naturelle de Hale » par le Crown Lands Act 1929. Le 9 novembre 1967, toutes ces terres ont été déclarées comme constituant le Parc national de Hale par le National Parks Act 1966. Le National Parks and Wildlife Act 1972 a transformé ce parc en « Parc de conservation de Hale » le 27 avril 1972. En 2018, le parc couvrait une superficie de 1,89 kilomètre carré.